# Lipowa (Nysa)

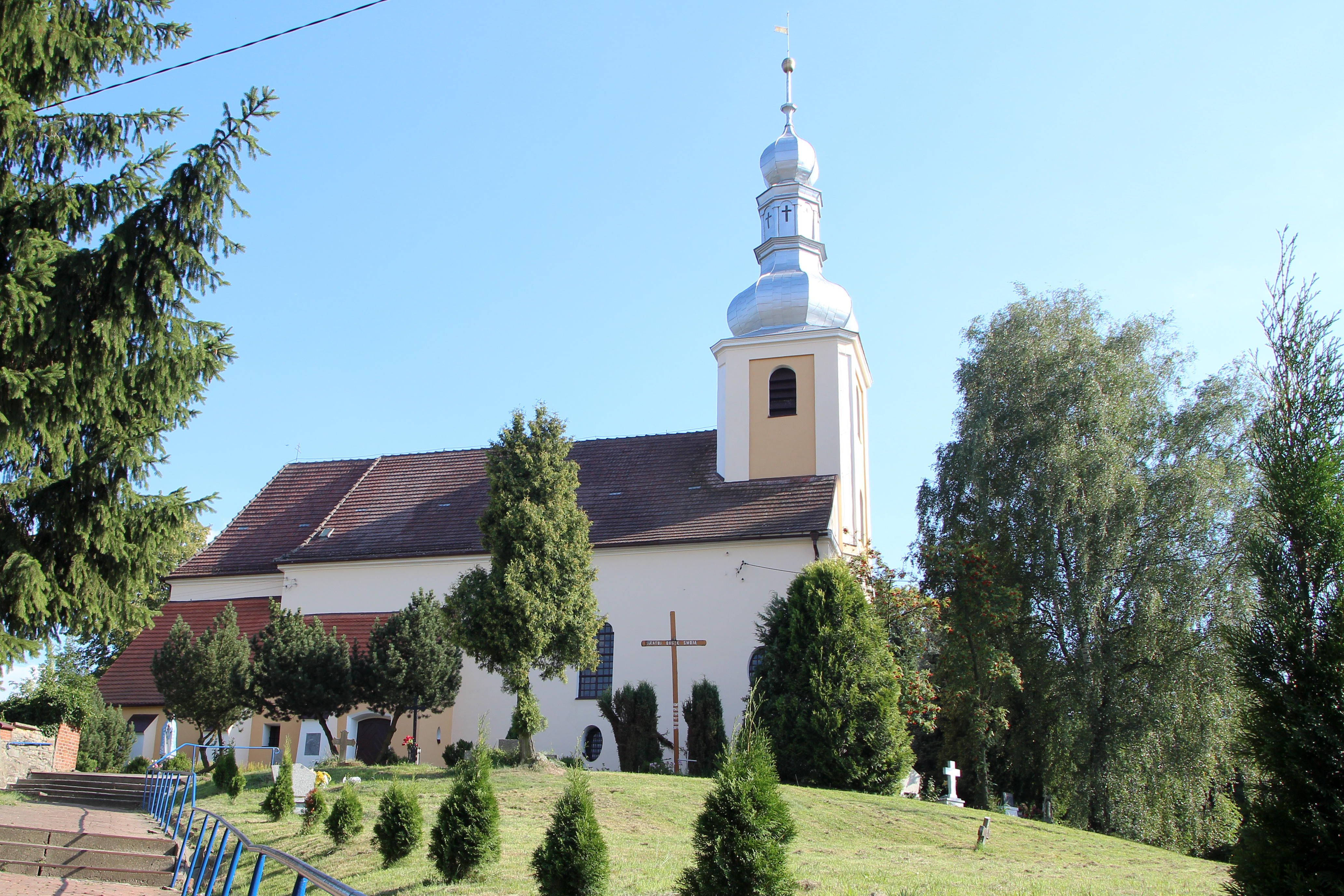
Dorfansicht mit der Kirche St. Katharina

Lipowa (deutsch Lindewiese) ist ein Ort in der Stadt-Landgemeinde Nysa (Neiße) im Powiat Nyski der Woiwodschaft Opole in Polen.

## Geographie
Lipowa liegt etwa 15 Kilometer südöstlich von Nysa (Neiße) und 54 Kilometer südwestlich von Opole (Oppeln) in der Nizina Śląska (Schlesische Tiefebene) an der Steinau. Bis zum Übergang an Polen 1945 lag das Dorf an der Grenze zum Landkreis Neustadt O.S.
Nachbarorte von Lipowa sind im Osten Gryżów (Greisau), im Südosten Mieszkowice (Dittmannsdorf), im Südwesten Stary Las (Altewalde) und im Nordwesten Wierzbięcice (Oppersdorf).

## Geschichte

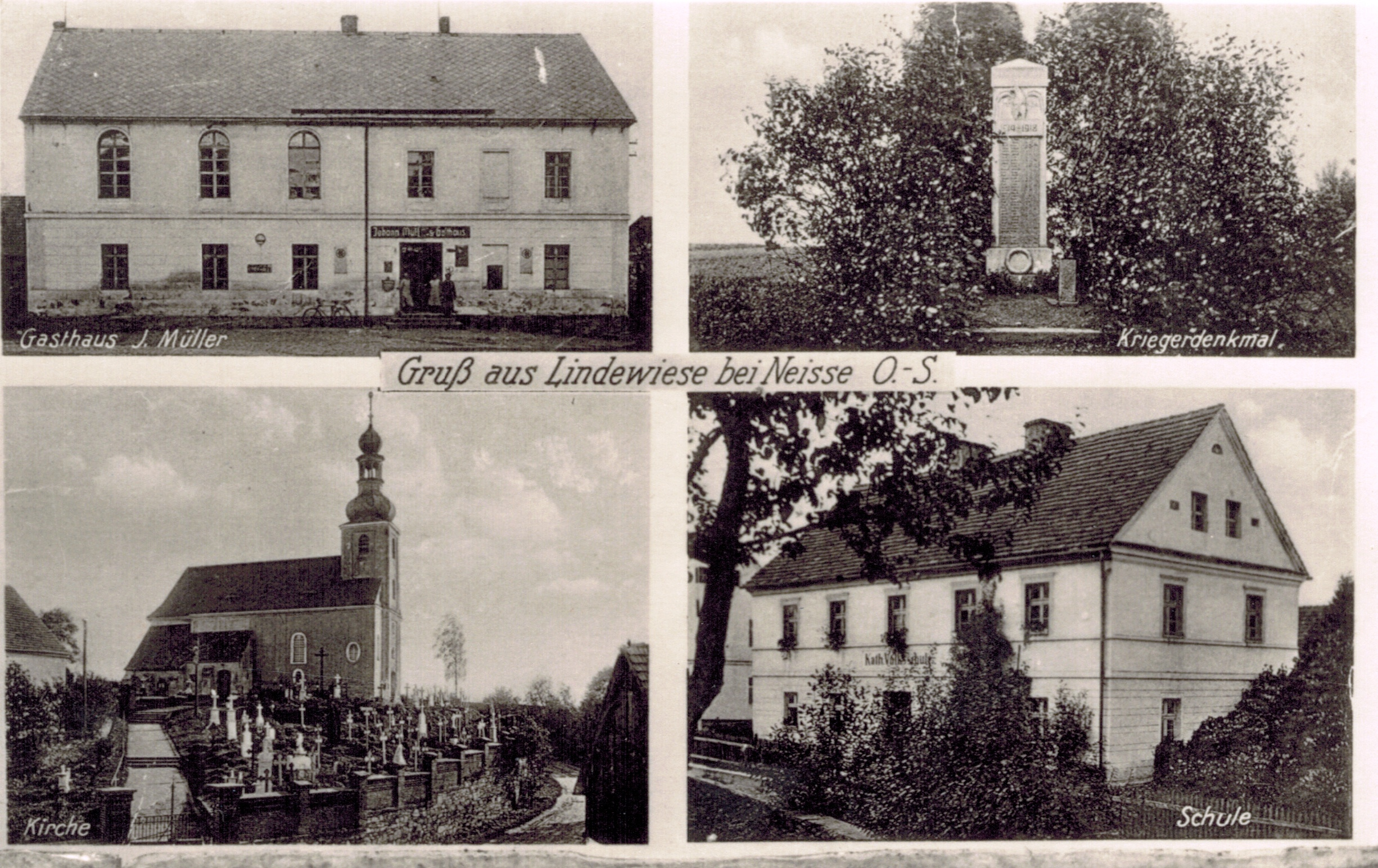
Ansichtskarte aus den 1930er Jahren

Herzog Boleslaw „der Lange“ gründete im 12./13. Jahrhundert deutsche Dörfer (u. a. Lindewiese) unabhängig von den slawischen Niederlassungen. Die deutschen Siedler kamen aus Franken, Bayern, Westfalen, Thüringen, Sachsen und Flamen. Erstmals urkundlich erwähnt wurde „Lypa“ im Jahre 1262. Im Grenzvertrag zwischen böhmischen König Ottokar II. und dem Oppelner Herzog Wladislaus I. wird Lypa als Dorf an der alten mährischen Grenze bezeichnet. Im Breslauer Zehntregister Liber fundationis episcopatus Vratislaviensis aus den Jahren 1295–1305 ist es in der Schreibweise Lyndenweze belegt. Eine Urkunde von 1335 nennt erstmals die Kirche St. Katharina. Zur Pfarrei gehörte die Filialkirche Greisauer Filialkirche St. Matthäus. Während des 13. Jahrhunderts prägten Kämpfe zwischen den schlesischen Herzögen und den Breslauer Bischöfen um die Landeshoheit in Schlesien. Für das Jahr 1370 ist die Ortsschreibweise Lyndenweze belegt.
Das 15. Jahrhundert stand im Zeichen der Hussitenkriege. Zahlreiche Ortschaften und Landstriche waren damals von den Hussiten besetzt. Nach dem Niedergang der Hussitenherrschaft hatten die Dörfer um Neiße Heerwagen mit Fußknechten zu stellen (1526). 1588 hatte das Dorf Lindewiese „7 Mann, 6 Büchsen, 1 Spieß“ zu stellen. Nach dieser Zeit begann eine Periode des friedlichen und prosperierenden Aufbaus.
Der Dreißigjährige Krieg (1618–1648) unterbrach den wirtschaftlichen und kulturellen Aufbau in Lindewiese. 1627 war das Neisser Land durch die Truppen Wallensteins (etwa 40.000 Soldaten) besetzt. Die Dorfbevölkerung musste diese versorgen und verarmte dadurch. Es folgte ein jahrzehntelanger Wiederaufbau.
Im Jahr 1729/1730 wurde die noch heute bestehende Kirche St. Katharina erbaut. Die Schlesischen Kriege brachten erneut Not und Tod. Am 19. Oktober 1741 durchquerte König Friedrich II. mit seiner Preußischen Armee den Ort. In Folge des Siebenjährigen Krieges kam die Region um Lindewiese mit dem Hubertusburger Frieden zu Preußen. Als Folge der preußischen Reformpolitik, verbunden mit Jahrhunderte andauerndem Frieden, prosperierte Lindewiese bis ins 20. Jahrhundert hinein.
Nach der Neugliederung der Provinz Schlesien gehörte die Landgemeinde Lindewiese ab 1816 zum Landkreis Neisse, mit dem sie bis 1945 verbunden blieb. 1845 bestanden im Dorf eine katholische Pfarrkirche, eine katholische Schule, ein Rittergut und 174 weitere Häuser. Die Einwohnerzahl lag damals bei 1017, davon vier evangelisch. 1855 wurden 793 Einwohner gezählt. 1865 zählte Lindewiese eine Scholtisei, 33 Bauernhöfe, 13 Gärtner- und 86 Häuslerstellen, außerdem zwei Ölmühlen, eine Wasser- und eine Windmühle, eine Brauerei, eine Brennerei, drei Krämer, zwei Fleischer, einen Bäcker, fünf Schuhmacher, einen Stellmacher, zwei Tischler, einen Böttcher, zwei Schmiede und fünf Schneider. 1874 wurde der Amtsbezirk Lindewiese gebildet, dem die Landgemeinden Greisau und Lindewiese und die gleichnamigen Gutsbezirke eingegliedert wurden. 1885 zählte Lindewiese 911 Einwohner. 1933 wurde der Amtsbezirk Lindewiese aufgelöst und Lindewiese in den Amtsbezirk Oppersdorf eingegliedert. 1939 hatte Lindewiese 710 Einwohner. Die Zeit des Nationalsozialismus mit Verfolgungen, Unterdrückung und Kriegshandlungen traf auch Lindewiese.
Als Folge des Zweiten Weltkriegs fiel Lindewiese 1945 mit dem größten Teil Schlesiens an Polen. Nachfolgend wurde es in Lipowa umbenannt. Die einheimische deutsche Bevölkerung wurde, soweit sie nicht vorher geflohen war, weitgehend vertrieben. Die neu angesiedelten Bewohner waren teilweise Zwangsumgesiedelte aus Ostpolen, das an die Sowjetunion gefallen war.
1945–1950 gehörte Lipowa zur Woiwodschaft Schlesien und danach zur Woiwodschaft Opole. Seit 1999 gehört es zum Powiat Nyski.
Im Zuge der Entspannungspolitik besuchten die ehemaligen Bewohner von Lindewiese die heutigen Einwohner von Lipowa. Ein Gedenkstein für die Opfer des Krieges und seiner Folgen wurde auf dem Friedhof von Lipowa von den ehemaligen Bewohnern und den heutigen Einwohnern als Symbol der Versöhnung und als Mahnung für kommende Generationen aufgestellt.

## Wirtschaft
Die ökonomische Situation ist bis heute durch Landwirtschaft und Handwerk geprägt. Insbesondere der Anbau von Weizen, Zuckerrüben, Raps, Flachs, aber auch Holzwirtschaft, waren bestimmend. Unter anderem existierten in Lindewiese ein Sägewerk, eine Ölmühle, eine Getreidemühle, eine Schreinerei, eine Schmiede und ein Landgasthof.

## Sehenswürdigkeiten

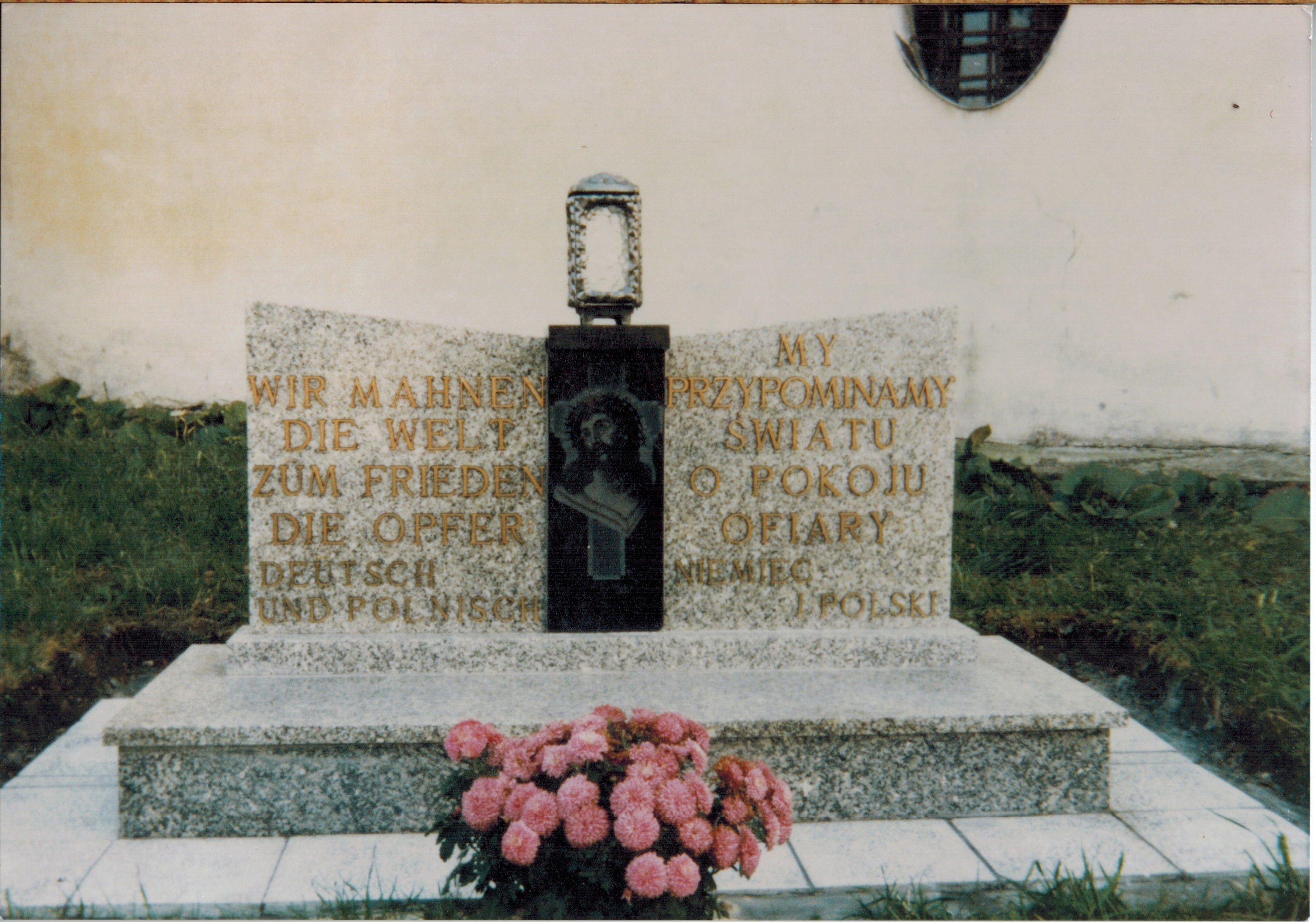
Gedenkstein für die Opfer des Krieges

- Die römisch-katholische St.-Katharina-Kirche (Kościół pw. św. Katarzyny Aleksandryjskiej) wurde 1335 erstmals erwähnt. Der heutige Bau wurde zwischen 1729 und 1730 erbaut. Das Kirchengebäude steht seit 1950 unter Denkmalschutz.[7]
- Der Dorffriedhof liegt an der Kirche; er steht seit 1990 unter Denkmalschutz.[7]
- Denkmal für die Opfer des Zweiten Weltkriegs
- Steinerne Wegekapelle
- Steinernes Wegekreuz

## Vereine
- Fußballverein LKS Skrzyczne Lipowa

## Persönlichkeiten
- Andrzej Zając (* 1956), Radsportler